# Xi'an
Pour les articles homonymes, voir Xi'an (homonymie) et Chang'an (homonymie).
Xi'an (chinois : 西安 ; pinyin : Xī'ān ; EFEO : Si-ngan-fou ; litt. « Paix-de-l'Ouest » ; /ɕí.án/ ) est la capitale de la province du Shaanxi en Chine. Elle a le statut de ville sous-provinciale.
Cette ville, qui a une histoire de plus de 3 100 ans, a été la capitale de la Chine sous les dynasties Qin, Han et Tang et se nommait alors Chang'an ou Xianyang. À l'époque Zhou, cette capitale occupait le site voisin de Fenghao. L'actuelle Xi'an est une des dix plus grandes villes chinoises. Elle compte plus de huit millions d'habitants enregistrés.

## Géographie
Xi'an s'élève à 412 mètres d'altitude, et la ville elle-même couvre 861 km2.

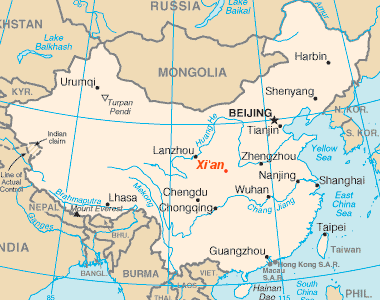
Localisation de Xi'an

## Climat
Le climat est de type subtropical humide (Köppen : Cwa ou Cfa ), qui se caractérise par des étés chauds et humides et des hivers frais. Les températures moyennes vont d'environ −4 °C pour le mois le plus froid à +32 °C pour le mois le plus chaud, avec une moyenne annuelle de +13,2 °C; la pluviométrie y est de 672 mm par an,.
La région est donc relativement sèche : depuis 2001, un canal de 86 kilomètres lui apporte annuellement 428 millions de m3 d'eau en provenance du Fleuve Jaune.

## Histoire
Autrefois nommé Hao (镐 / 鎬, Hào) ou Zongzhou (宗周, Zōngzhōu), pendant la dynastie Zhou, elle fut la capitale de la Chine pour la période des Zhou occidentaux. À la suite de la folie du roi Zhou Youwang, la ville fut incendiée et pillée par les barbares Rong.
Xi'an est l'extrémité est de la route de la soie considérée comme ayant été « ouverte » par le général chinois Zhang Qian au IIe siècle av. J.-C.
C'était l'une des Quatre Grandes Capitales Anciennes car ce fut la capitale de la Dynastie Qin (221 — 210 av. J.-C.), des Han (202 av. J.-C. — 220), alors connue sous le nom de Chang'an, et des Tang (618-907). Sous cette dernière dynastie, c'est l'une des plus grandes villes du monde (deux millions d'habitants, soit dix fois plus que Constantinople ou Cordoue, mille fois plus qu'Aix-la-Chapelle au temps de Charlemagne). En 763, les cavaliers de Trisong Detsen (740—797), empereur de l'Empire du Tibet, envahissent Xi'an. L'empereur chinois Daizong de la dynastie Tang s'étant enfui, les Tibétains nommèrent un nouvel empereur.
À Xi'an se trouve une stèle de pierre qui prouve la présence de chrétiens nestoriens en Chine dès le VIIe siècle, probablement venus de Perse par la route de la soie.

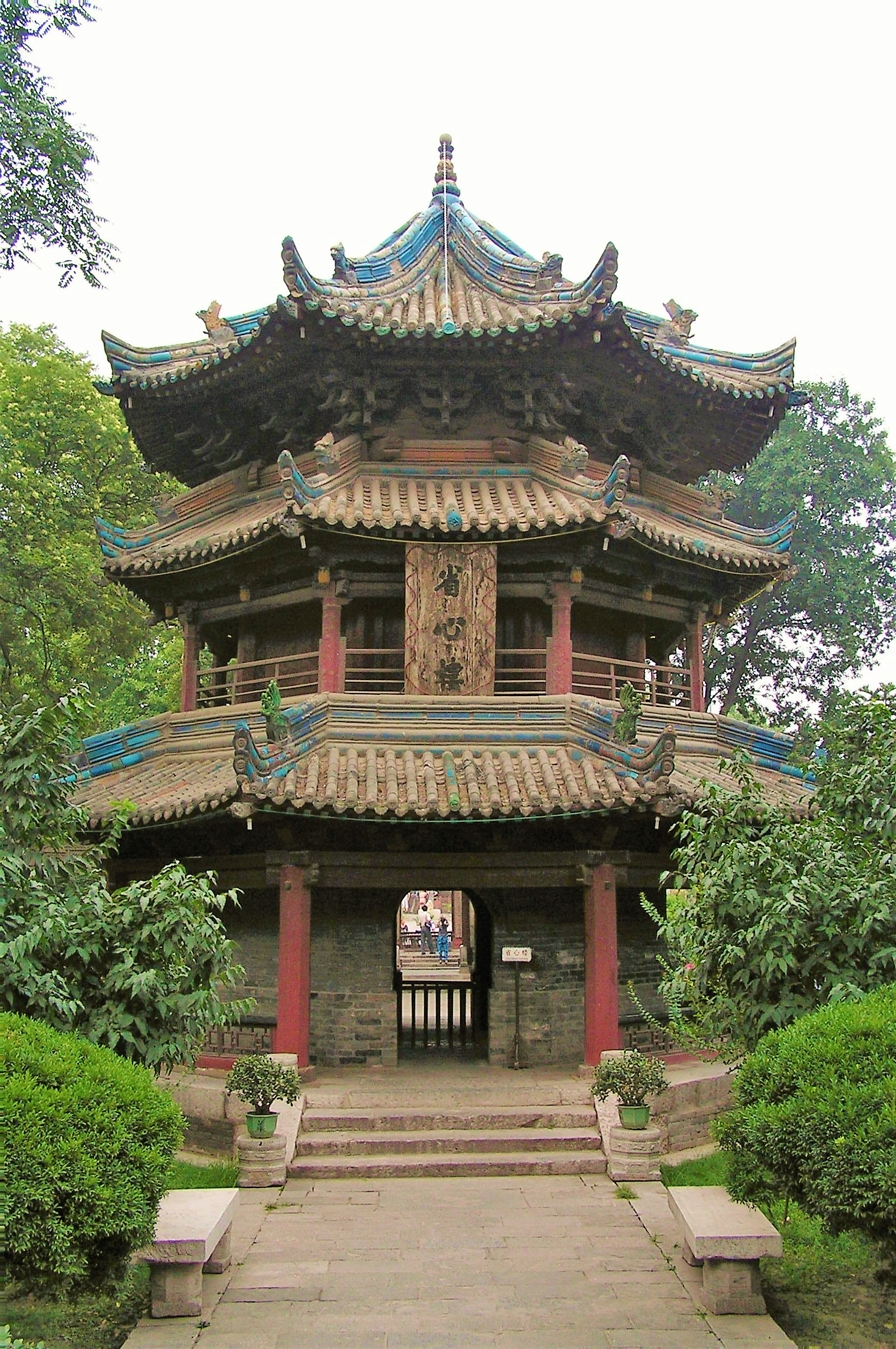
Minaret de la grande mosquée de Xi'an

À la suite du traité de paix sino-tibétain de 822, une stèle connue sous le nom de « Tablette de pierre de l’Unité du long Terme » fut érigée devant la porte principale du Temple de Jokhang à Lhassa et dont il existerait deux autres copies, l'une à Xi'an (Chang'an) à la porte de l'empereur, et l'autre à la frontière tibéto-chinoise d'alors (Songpan ?). Y sont inscrits les termes du traité d'alliance.
Cette ville possède une communauté musulmane dont la présence remonte aux commerçants arabes ou persans venus par la Route de la Soie au Moyen Âge. Elle possède une étonnante mosquée de style chinois très ancienne.
Le célèbre moine Xuanzang y traduisit de 645 à sa mort en 664 les textes sacrés bouddhiques qu'il avait rapportés de son voyage en Inde, commencé en 629.
La cité a plus de 3 000 ans d'histoire et elle possède encore son enceinte fortifiée très visible par photo satellite.
C'est l'endroit où se déroule en 1936 l'incident de Xi'an, puis est signé l'Accord du même nom : il met en place une trêve entre le Parti communiste chinois et le Kuomintang et permet aux deux camps de se consacrer à la guerre contre le Japon.

## Politique et administration

### Subdivisions administratives
La ville sous-provinciale de Xi'an exerce sa juridiction sur treize subdivisions - neuf districts et quatre xian :
- le district de Lianhu - 莲湖区 Liánhú Qū ;
- le district de Xincheng - 新城区 Xīnchéng Qū ;
- le district de Beilin - 碑林区 Bēilín Qū ;
- le district de Baqiao - 灞桥区 Bàqiáo Qū ;
- le district de Weiyang - 未央区 Wèiyāng Qū ;
- le district de Yanta - 雁塔区 Yàntǎ Qū ;
- le district de Yanliang - 阎良区 Yánliáng Qū ;
- le district de Lintong - 临潼区 Líntóng Qū ;
- le district de Chang'an - 长安区 Cháng'ān Qū ;
- le xian de Lantian - 蓝田县 Lántián Xiàn ;
- le xian de Zhouzhi - 周至县 Zhōuzhì Xiàn ;
- le xian de Hu - 户县 Hù Xiàn ;
- le xian de Gaoling - 高陵县 Gāolíng Xiàn.

## Population et société

### Démographie
La population résidente de la préfecture était, en 2010, d'après le recensement officiel de 8 467 837 habitants, et celle de la ville de Xi'an de 6 501 189 habitants.

### Langues
On y parle le dialecte de Xi'an du mandarin zhongyuan.

## Culture et patrimoine

### Architecture et urbanisme

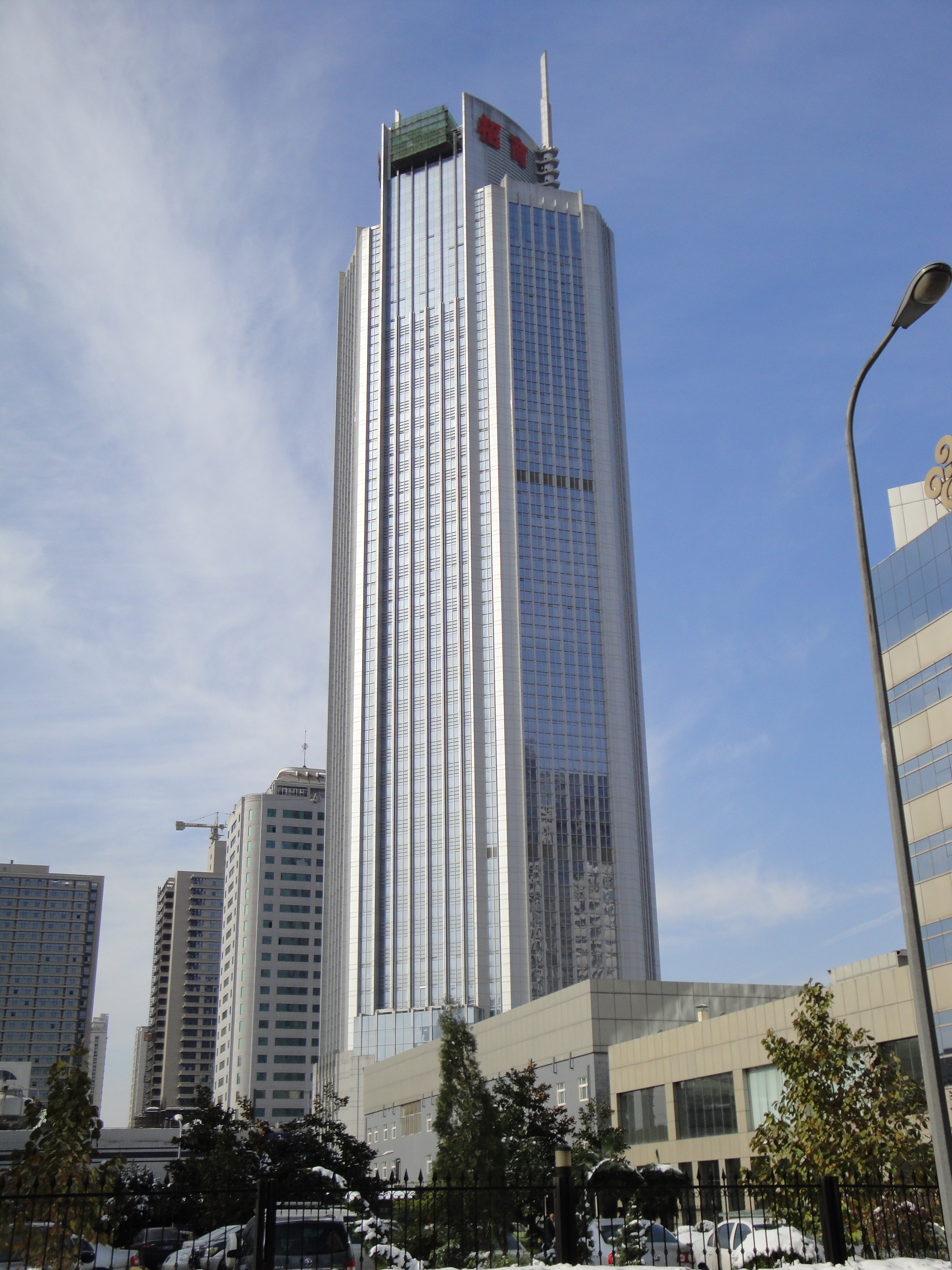
Westport International Mansion.

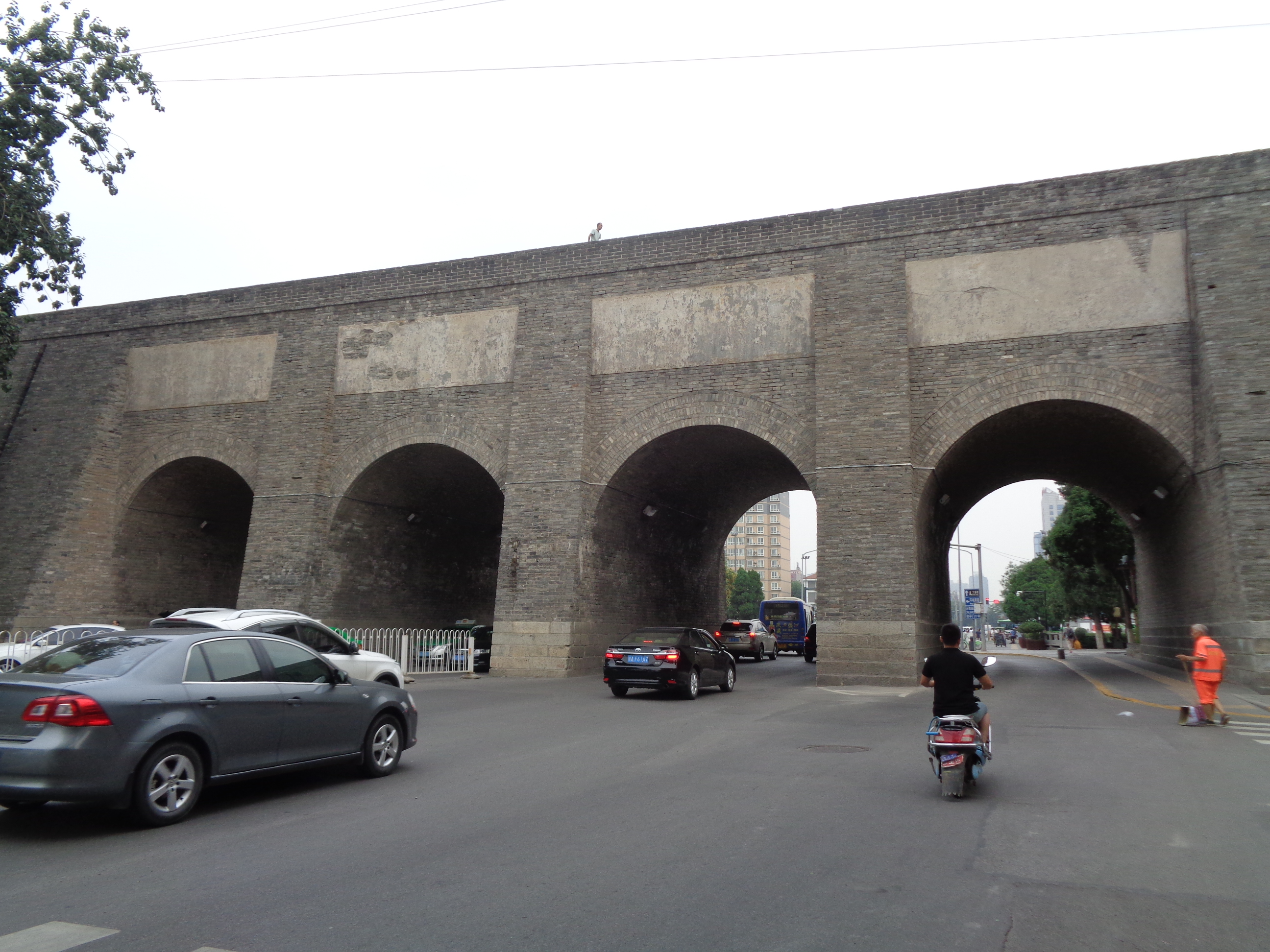
Hepingmen (porte de la Paix) de la muraille de Xi'an.

Longtemps capitale de la Chine ancienne, la ville a été construite selon les plans d'urbanisme traditionnels en damier, avec une vieille-ville au centre et un palais impérial. Cette configuration typique se retrouve également à Pékin, avec qui Xi'an partage de nombreux points communs (muraille de ville, portes). En revanche, la particularité de Xi'an est la préservation intacte de la muraille de la ville, qui entoure toujours la vieille-ville. De nos jours, on peut y faire du vélo.
Comme dans toutes les grandes villes chinoises un grand nombre de gratte-ciel ont été construits à Xi'an depuis les années 1980.
Le plus haut gratte-ciel de la ville est le Greenland Center (Xi'an) haut de 270 mètres et achevé en 2016.

### Sites touristiques et monuments
Dans la ville elle-même, plusieurs bâtiments datent de la dynastie Tang : la grande pagode de l'oie sauvage, la petite pagode de l'oie sauvage, la forêt de stèles (un musée de calligraphie) et la grande mosquée. Les remparts de Xi'an datent de la dynastie Ming, tout comme la tour de la cloche et la tour du tambour. Le musée de l'histoire du Shaanxi rassemble des pièces de collection de toutes les dynasties chinoises.
La stèle nestorienne de Xi'an exposée dans le musée de la Forêt de stèles est un témoin exceptionnel de la présence de chrétiens nestoriens en Chine dès le VIIIe siècle.
Dans les environs, le site le plus extraordinaire à visiter est le mausolée de l'empereur Qin, célèbre pour son armée enterrée composée de 6 000 guerriers et chevaux en terre cuite de grandeur nature ; vieille de 2 000 ans, elle ne fut découverte qu'en 1974 par des paysans alors qu'ils construisaient un puits. En revanche, sa tombe, située à environ 1,5 km à l'ouest, et recouverte d'un tumulus, n'a pas encore été fouillée par les archéologues, et n'est pas ouverte aux visiteurs.
Les mausolées des empereurs des Han occidentaux et des Tang se trouvent également dans les environs, mais peu d'entre eux sont fouillés jusqu'à nos jours faute de techniques de protection de ces immenses richesses culturelles enterrées. Les sites sont néanmoins devenus des curiosités touristiques telles que le mausolée de Qianling (qui contient la tombe de Wu Zetian) et ceux de Jingdi et Wudi de la dynastie Han.
À environ 120 km à l'ouest de Xi'an se trouve le temple Famen qui comporte deux parties. L'une date de la dynastie Zhou du Nord et l'autre, très moderne, est un nouveau complexe achevé en mai 2009, surmonté d'une pagode de 148 m de haut.
Le temple Guangren (广仁寺) est un temple lamaïque (bouddhisme du Tibet et Mongolie).
La ville est considérée comme une « cité gastronomique », où se trouvent réunies toutes les cuisines de la province du Shaanxi.

## Transports
Xi'an est l'un des pôles majeurs dans la Chine centrale. Une bonne desserte en train ou en avion existe pour parcourir la Chine.
Il est possible de se déplacer dans la ville via les nombreuses lignes de bus, des taxis ou de tuk-tuk.
La plupart des scooters sont électriques.

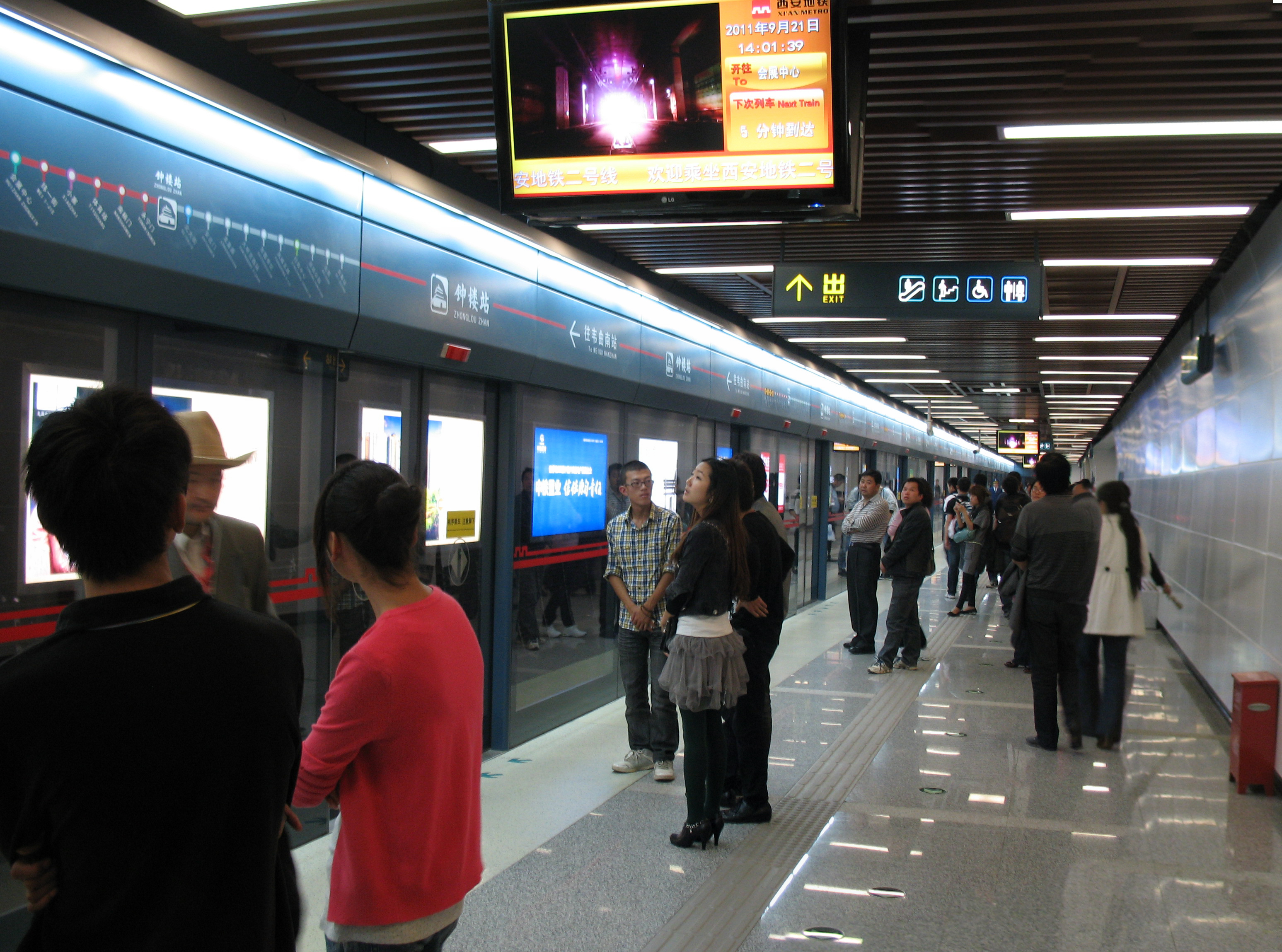
Station de la Tour de la Cloche.

### Métro
Le métro de Xi'an est le réseau principal de transport urbain. La particularité du métro à Xi'an est que chaque station présente un logo spécifique[pas clair].

### Transport aérien
Xi'an possède une desserte aérienne internationale via l'aéroport international Xi'an-Xianyang, situé à environ 25 km au nord-ouest du centre-ville. L'aéroport est desservi par les principales compagnies aériennes chinoises et quelques compagnies internationales.

### Transport ferroviaire
La ville comporte deux gares :
- La gare de Xi'an est situé au centre-nord de la muraille, à l’extérieur de l'enceinte, elle assure les liaisons conventionnelles avec l'ensemble du pays. En train conventionnel, il faut environ 12 h pour relier Pékin à Xi'an (train de nuit) ;
- La gare de Xi'an-Nord, située au nord-est de la ville, pour les lignes à grande vitesse. Les trains à grande vitesse CRH/CR permettent une liaison directe avec Pékin en 4h30.

Des liaisons en TGV existent vers différentes villes, comme notamment Beijing, Wuhan, Changsha, Guangzhou, Zhengzhou. La plus éloignée est Shenzhen, à 9 heures de TGV. La ville la plus proche est Weinan à 20 minutes de train.
Dans la province du Shaanxi, d'autres lignes à grande vitesse sont prévues: Xi'an-Baotou, Xi'an-Ankang et Xi'an-Chengdu, Xi'an-Yinchuan, Xi'an-Wuhan, Xi'an-Chongqing ou encore Xi'an-Nanjing.

## Éducation

### Universités
Publiques
- Université Jiaotong de Xi’an (西安交通大学)
- Université Xidian (en)（西安电子科技大学）
- Université de politique et de droit du Nord-ouest (西北政法大学)
- Université d'études internationales de Xi'an (西安外国语大学)

Privées
- Université internationale de Xi'an (西安外事学院)

## Jumelages
Xi'an est jumelée avec : 
- Kyōto (Japon)
- Pau (France)
- Istanbul (Turquie)
- Québec (Canada)
- Brasilia (Brésil)
- Jeddah (Arabie saoudite)
- Johannesburg (Afrique du Sud)
- Katmandou (Népal)
- Taupo (Nouvelle-Zélande)
- Athènes (Grèce)

## Galerie photographique

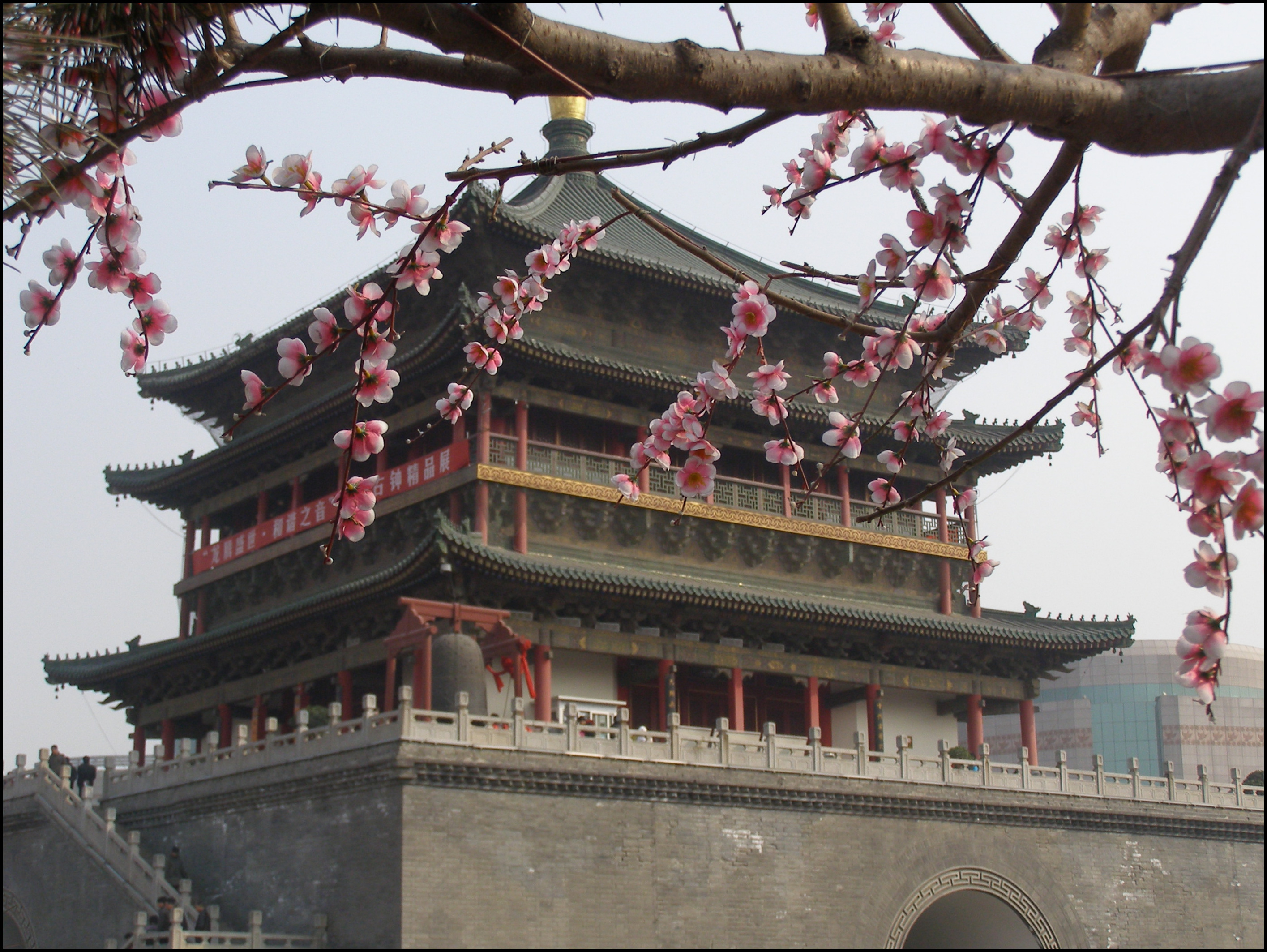
Tour de la cloche.
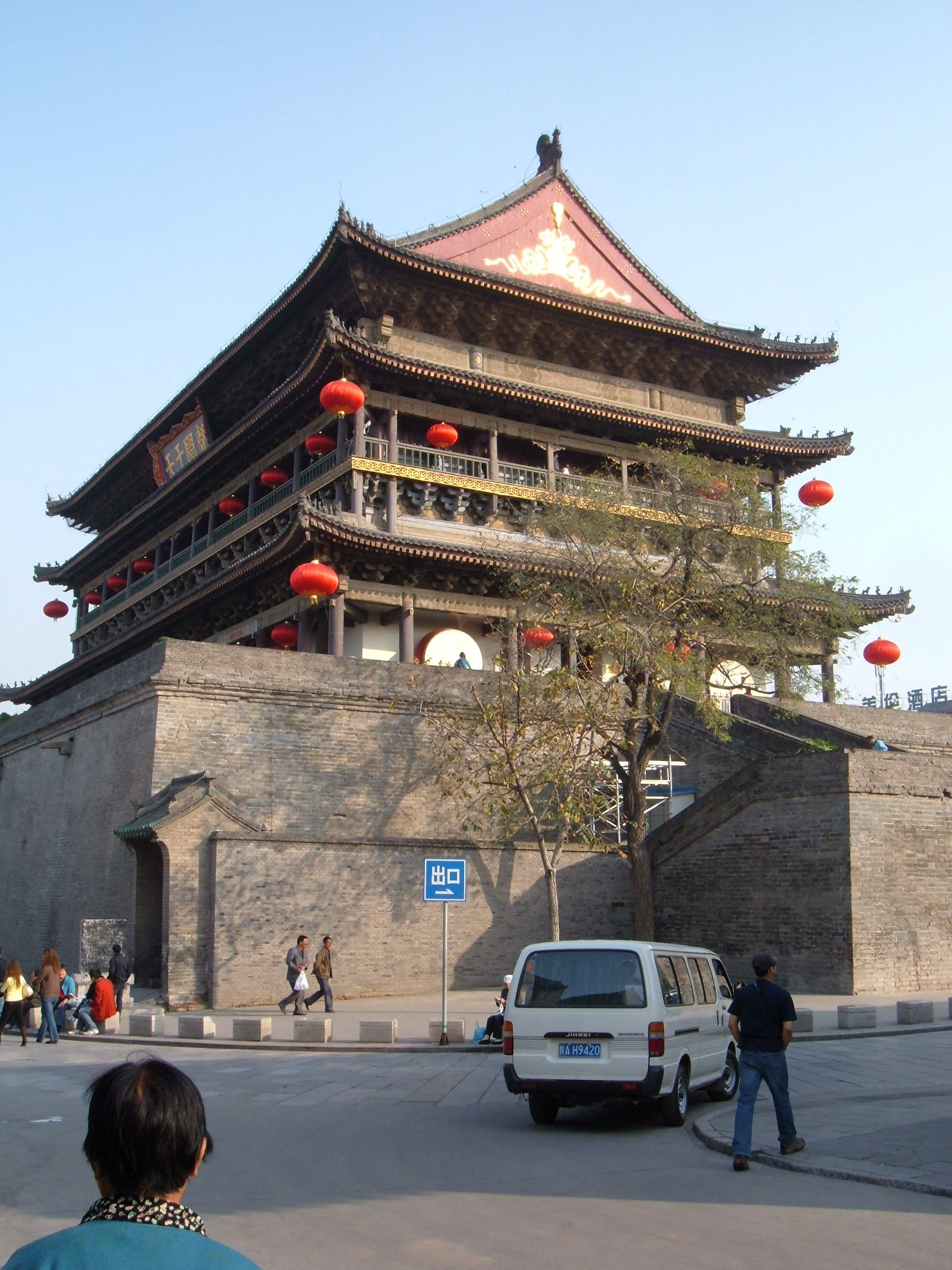
Tour du Tambour.
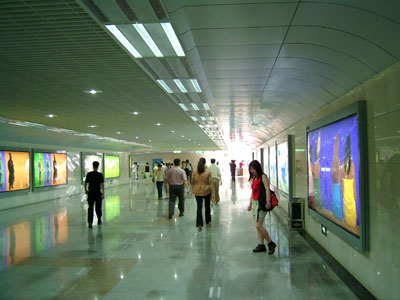
Le passage souterrain se trouvant sous la dalle reliant tour de la Cloche et tour du Tambour.
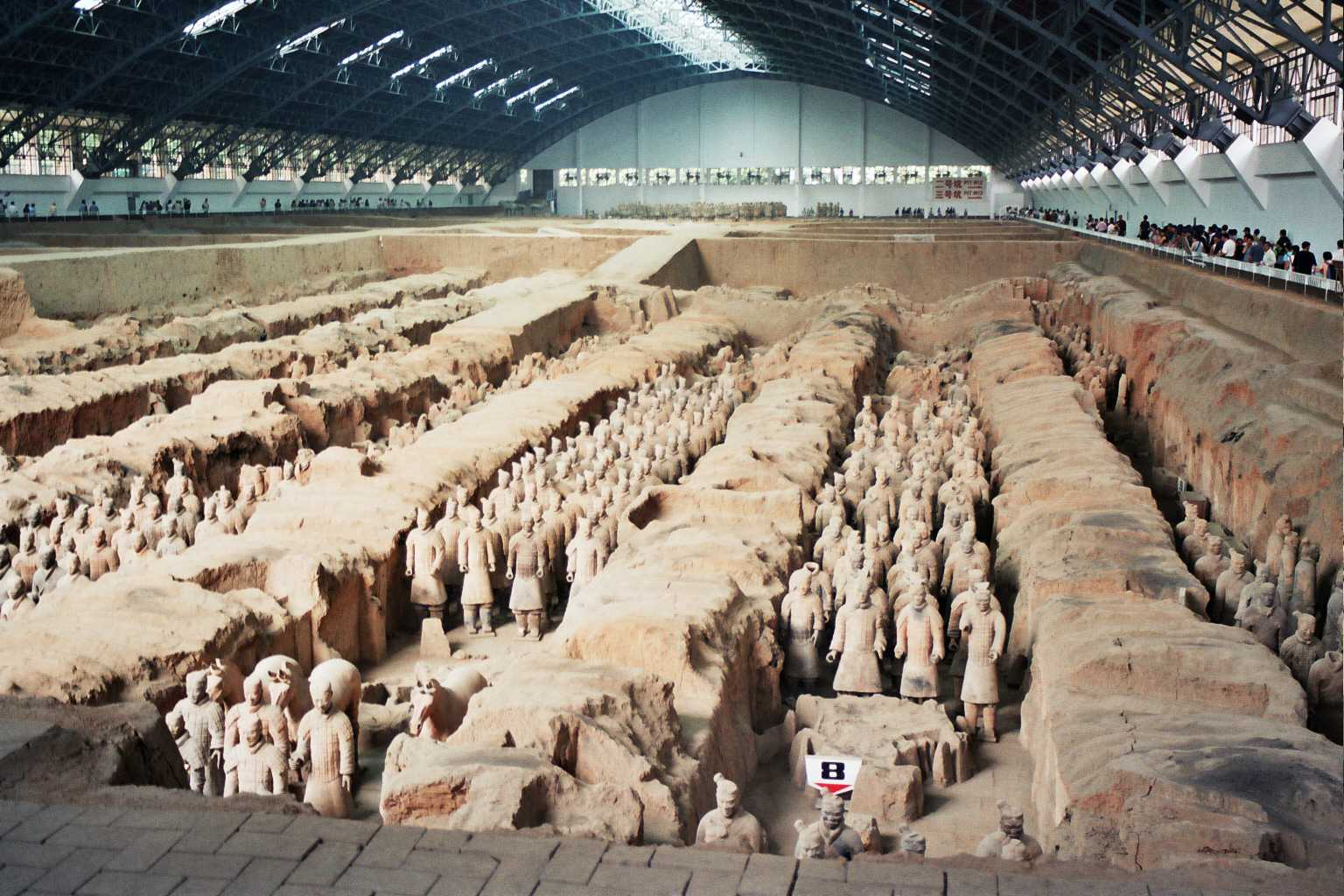
Guerriers de terre cuite.
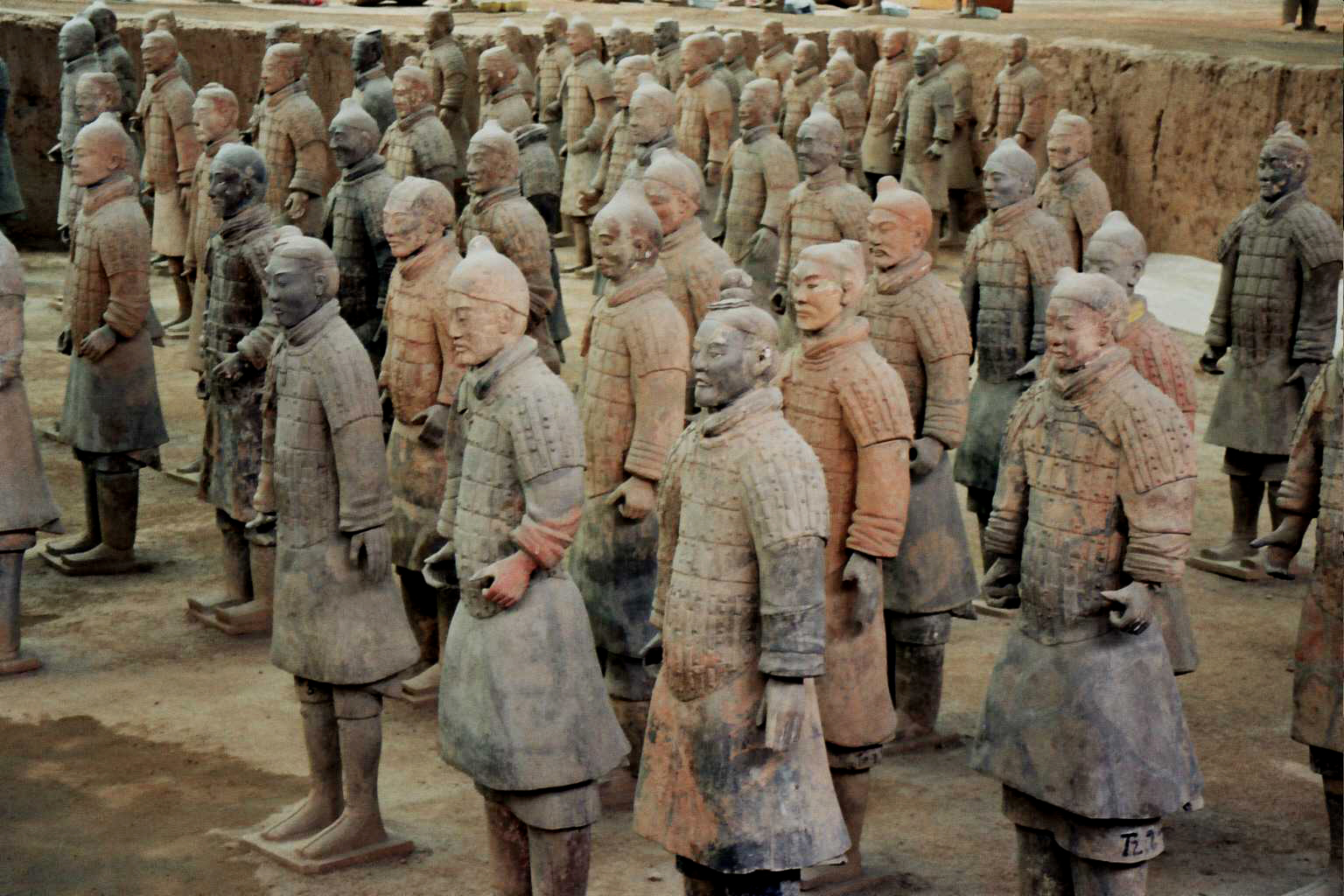
Guerriers de terre cuite (détail).
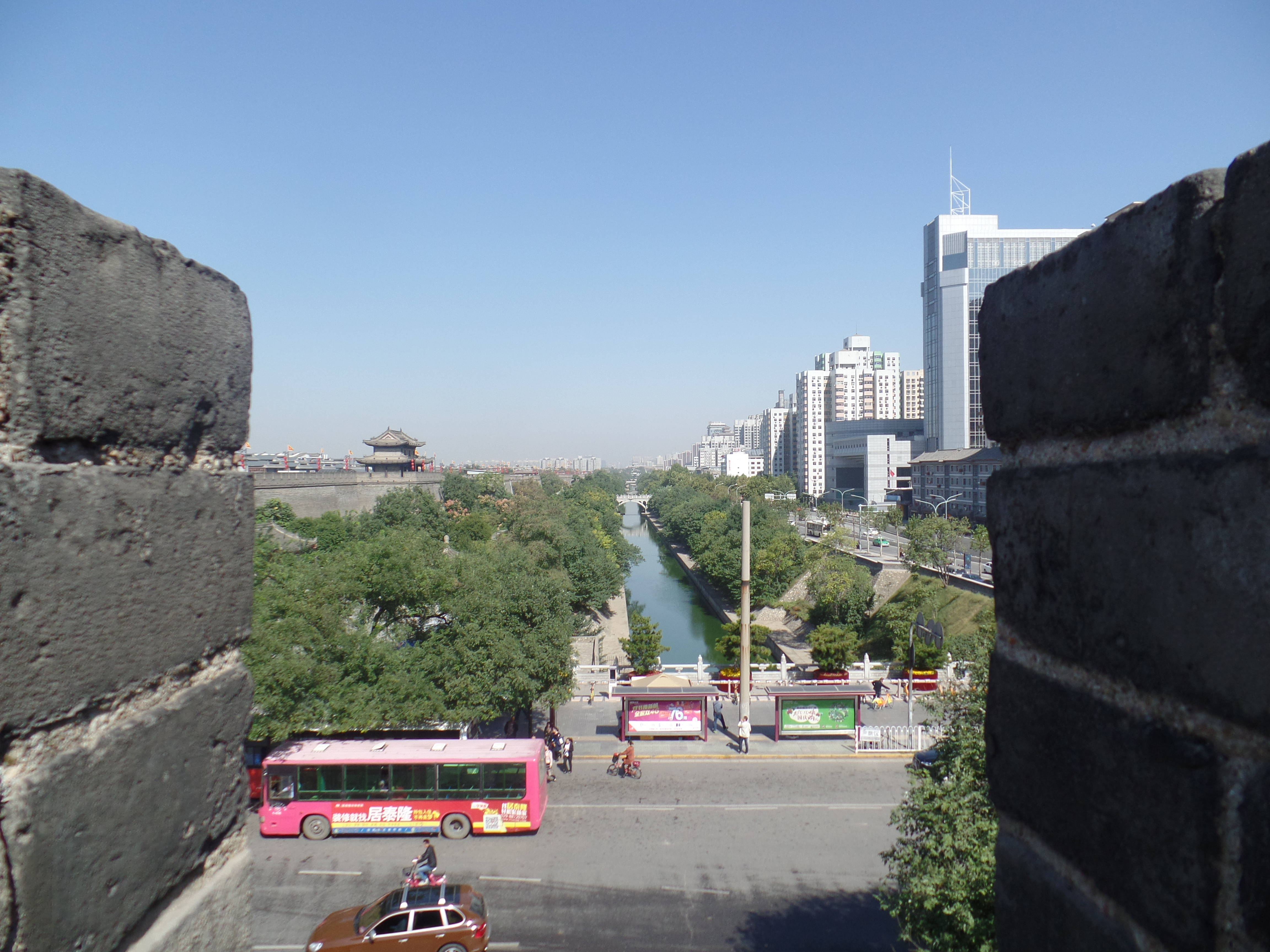
La muraille est de la ville et les quartiers modernes.
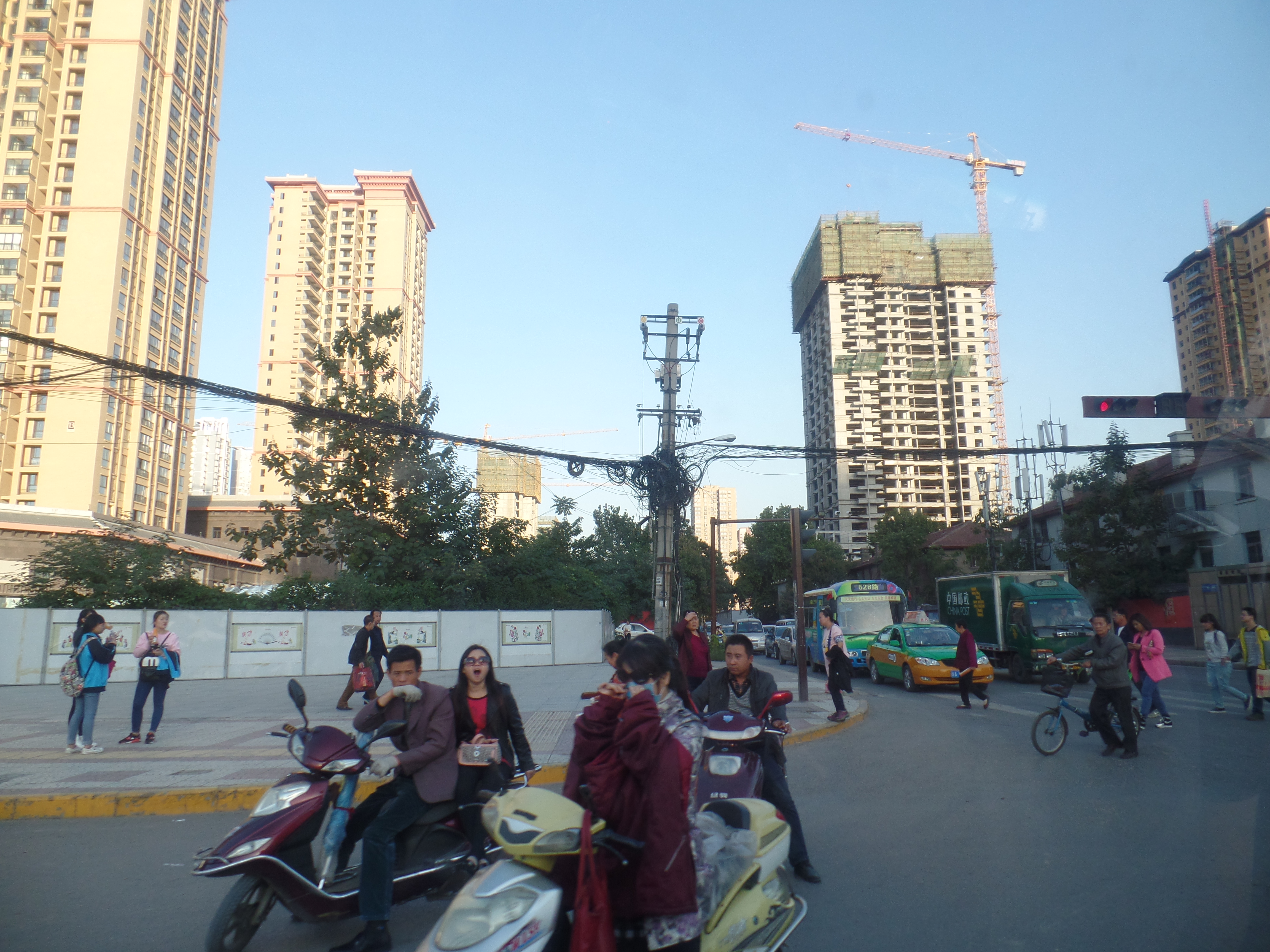
Quartier moderne avec des dizaines d'immeubles en cours de construction. En premier-plan, la population locale. Le masque est utilisé pour se protéger de la pollution.